# 藤山寛美
藤山 寛美（ふじやま かんび、本名：稲垣 完治（いながき かんじ）、1929年〈昭和4年〉6月15日 - 1990年〈平成2年〉5月21日）は、日本の喜劇役者。戦後昭和の上方喜劇界を代表する喜劇役者であり、数多くの名作を残した。弟子にはな寛太・いま寛大のはな寛太、山崎海童らがいる。
女優の藤山直美は娘。俳優の藤山扇治郎は孫。

## 芸風
永年にわたり松竹新喜劇の大スターとして活躍。阿呆役を演じ、「あほの寛ちゃん」として人気を博した。「松竹の喜劇王」とも称されている。

## 来歴・生涯

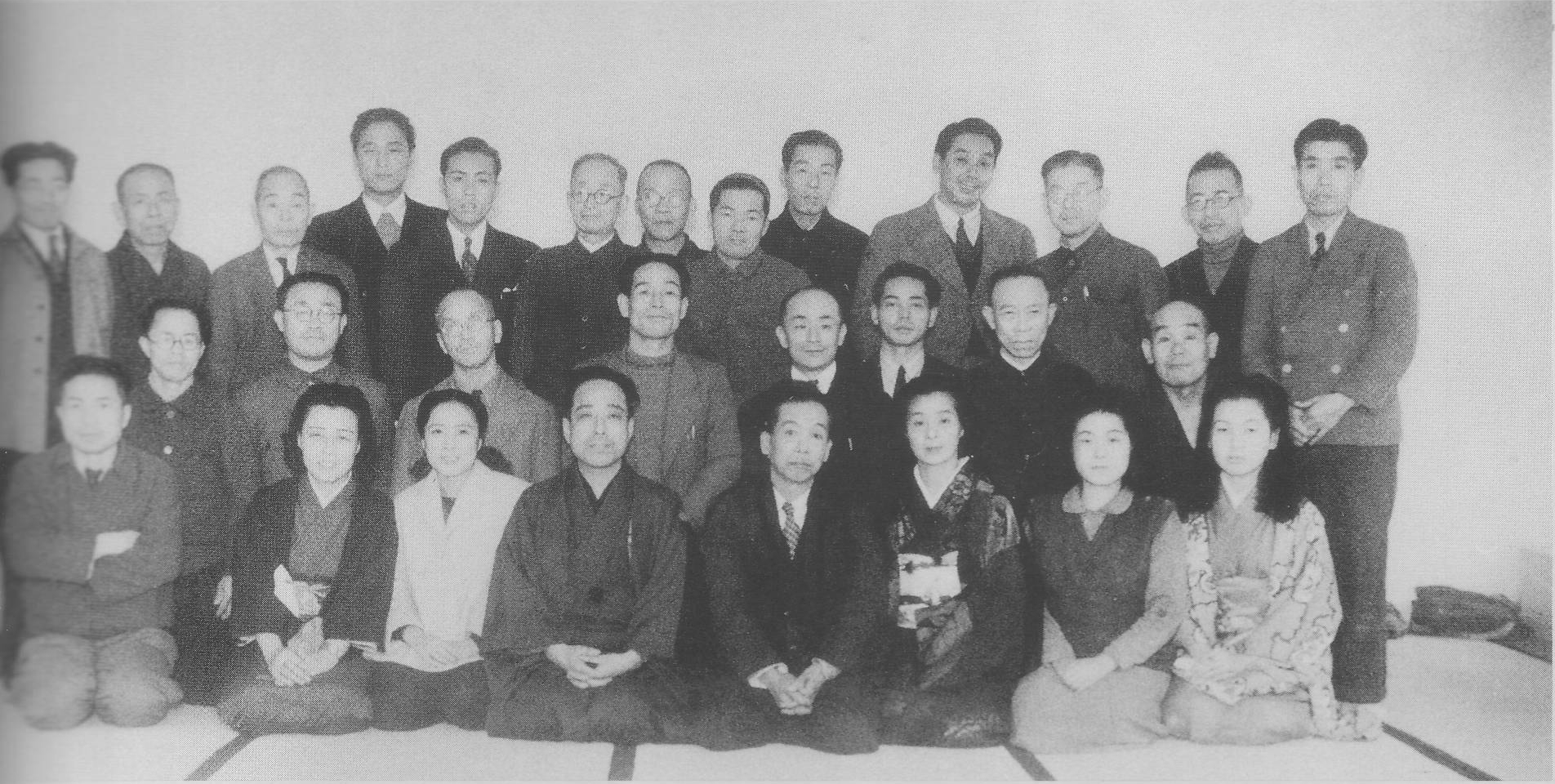
結成当時の松竹新喜劇のメンバー。後列左から5人目が寛美

### 華々しくデビュー
1929年（昭和4年）、関西新派「成美団」の俳優・藤山秋美の末の息子として大阪府大阪市西区に生まれる。母は新町のお茶屋「中糸」の女将・稲垣キミ。父の病没した1933年（昭和8年）、花柳章太郎の命名で父の藤山を継承し芸名を「藤山寛美」とし、翌年1月に4歳で初舞台に立つ。関西新派の都築文男に師事し、13歳で渋谷天外 (2代目)に誘われて松竹家庭劇に移るまで師弟関係にあった。
大阪大空襲で大阪の芝居小屋が焼け落ちた事もあり、1945年（昭和20年）3月に皇軍慰問隊の一員として旧満州に渡ったが、奉天（現在の瀋陽）で終戦を迎え、一時期ソ連軍に抑留される。解放された後はハルビンでキャバレーのボーイや靴磨き、芝居、ブローカーなどをしながら生き延び、1947年（昭和22年）秋に帰国。以後は各劇団を転々とし、1947年に曾我廼家十吾、師匠格に当たる2代目渋谷天外、浪花千栄子らの松竹新喜劇の結成に参加。1951年、天外作「桂春團治」の酒屋の丁稚役が、批評家や演劇関係者に評価され、一躍人気役者となる。後、寛美を可愛がった天外が脳出血で倒れた後は、実質的座長となった。

### 型破りな金使いの荒さ・松竹新喜劇から降板
生来、俳優の子という出自ゆえ、「俳優」「芸人」としての姿勢を私生活でも徹底し、初代桂春團治と後の横山やすしの様に金使いも荒かった。「遊ばん芸人は華が無うなる」という母親の一家言を守り、夜の街を金に糸目をつけず豪遊した。
上方演芸界では「北の（南都）雄二かミナミの（藤田）まこと、東西南北藤山寛美」と称され、戦後の上方を代表する遊び人として多くの逸話を残した。バーのボーイに「チップとして」車のキーを渡し、自動車1台を与えたこともあった。そのため、知人に騙された巨額の借金も含め、多額の負債を抱え、1966年には当時の金額で1億8,000万円の負債を抱えて自己破産。松竹と松竹芸能から専属マネジメント契約の解除を通告される。松竹から事実上解雇された寛美は舞台には出演せず、東映の常務だった岡田茂（のち社長）を頼り、東映の任侠映画に出演するなどして生活をしのいだ。
寛美が自己破産し松竹新喜劇をクビにされた事を知った天外は、寛美に「アホ!借金なんか作りよって!」と一喝した。事実上、その時点で寛美は「破門」の扱いとなったが、復帰後は破門を解かれた。
後輩芸人への面倒見が良かった寛美は、彼らの借金を立て替えることもしばしばで、特に自らがまだ多額の借金を抱えている最中に、月亭八方の1,000万円の借金をキャッシュで立て替えようとしたが、八方自身が恐れ多いと断った。このエピソードは、八方自身の借金エピソードとして度々語られる。

### 新喜劇復帰
その後、ミヤコ蝶々と南都雄二を迎えての新「松竹新喜劇」は寛美がいた時期ほど客足がのびず、師匠の2代目渋谷天外も脳出血で倒れた事もあって、ついに松竹は寛美の負債を立て替えて、再び舞台に呼び戻す事になった。
復帰後の寛美は、文字通り松竹新喜劇の中心となる。抜群の技巧さもさることながら、色気と「大阪俄」の芸脈を受けついだ本格的な上方喜劇の演技を合わせ持ち、特に千葉蝶三郎、伴心平、曾我廼家鶴蝶、小島慶四郎などの腕達者な劇団員と繰り広げるアドリブ芸は絶品であった。さらに1971年に開始した「阿呆まつり」1972年の「リクエスト公演」など話題作りに力を入れるなどプロデューサーとしても腕をふるった。1973年には芸術選奨文部大臣賞を受賞するなど70年代の寛美は人気、芸ともピークに達し、大阪は無論、東京、名古屋など全国で熱狂的に受け入れられた。さらに博多俄の二代目博多淡海を一座に迎えたり、三代目市川猿之助の公演に参加するなど、他の劇団との交流も深めていった。
地方からの観客を舞台裏に招待することも多く、彼の残した色紙には大きく『夢』と言う文字が書かれることも多かった。
旧知の者や舞台関係者にはお酒やお茶ではなく、彼が愛飲していたミックスジュースを作り、舞台裏で振る舞う事もあった。小林信彦は寛美の楽屋に挨拶に行って舞台稽古を見せてもらった後で、菓子折りと現金三万円が入った熨斗袋を貰った。小林は「僕の楽屋訪問は突然だったから、急に用意したものではない。たぶん、大阪のジャーナリストのために、こうした用意がされているのだろう。」と後年書いている。
知人に騙された巨額の負債について、「アホをやっておりますが、わてのアホはどうやら本物らしゅうおます」と言い、恨み言一つも言わなかった。その負債も復帰によって完済し、大物ぶりを示す結果となった。
20年間に渡り1日も休まず舞台に立ち続け、大阪万博にすら行けなかったと言う逸話も残っているが、趣味の魚釣りを行うため、遠出する事もしばしばあった。ちなみに、上記の借金は19年目に完済された。

### 晩年
しかし、こうした寛美の一連の動きは、かえってワンマン体制を作り上げてしまい、マンネリズムに陥ってしまう。その傍ら、1977年には有力な座員であった曾我廼家鶴蝶、小島秀哉が退団してしまった。鶴蝶はこの時のことを、「長年休みなしの興行には限界を感じた」と語り、さらに「（寛美さんは）他人のことを、これっぽっちも考えない強気の方です」と酷評している。1980年代になると東京はおろか大阪公演の観客数も落ちていってしまう。焦った寛美は団員の入れ替えや降格抜擢人事などを行うが、勢いの衰えは隠しようがなかった。そのような状況の中で、1990年の年明け頃から体に異変が起こる。3月に体の不調を訴えて大阪市立大学医学部附属病院に検査入院、肝硬変と診断されてそのまま入院生活を送ることになる。舞台に復帰したいと言う願いも虚しく、同年5月21日に60歳で死去。
病床では、7月の東京公演のために五代目古今亭志ん生の落語のテープを聞いて「今の東京の言葉は乱れとるから、江戸の言葉を身につけようと思うてな。」と語っている。
亡くなる直前には、上岡龍太郎主催の劇団「変化座」の演出・プロデュースを藤山寛美が担当することとなっており、寛美の顔写真が出演者と共に写っている宣伝ポスターまで作成されていたが、上演直前に亡くなったため、日の目を見ることがなくなってしまった（同舞台は、藤山寛美追悼公演として上演された）。また、亡くなる3日前に「中座」に行きたいと言い出し、妻と共に夜遅くに「中座」へ行ったと言うエピソードがある。
死去の際の様々な人物評として、桂米朝は「一番残念なのは後継者を育てなかったこと」と悔やみ、上岡龍太郎は「大阪の文化が滅びる」と嘆き、立川談志は「通天閣が無くなったようだ」と偲んだ。
小林信彦も、「おかしいということに関しては、この人に勝る喜劇俳優はいない」と、生前から最高の評価をしていた。また、ダウンタウンの松本人志は著書の中で「この人は素で面白い人なのではなく、面白い人を演じることの天才なのだ。これでいいのだ」と評した。

## 死後
寛美の三女の藤山直美が喜劇女優として寛美の芸を受け継ぎ、舞台で『鼻のおろく』（「鼻の六兵衛」のリメイク作品）など、寛美の代表作を演目にしたこともある。
一方で、上方喜劇を残そうと考えていた寛美は、1981年（昭和56年）に弟子を曾我廼家玉太呂、曾我廼家八十吉として曾我廼家の名跡を襲名させており、今後彼らの活躍が待たれる。
2010年2月・6月には、没後20周年を記念して、直美が特別公演を開催し寛美のゆかりの演目（『女房のえくぼ』・『幸助餅』・『大人の童話』・『丁稚の縁結び 『村は祭りで大騒ぎ』より』）を披露。
2013年11月には五女・美千留の長男で孫の酒井扇治郎が「藤山扇治郎」の名で松竹新喜劇へ入団。

## その他のエピソード

### 私生活
- 前述の借金と豪遊、楽屋で寝泊まりして家にあまり帰らなかった事もあり、家族との関係は良好とは言えなかった[9]。
  - 自宅で家族と食事中に駄洒落を言うと、家族全員が横目で見ながら「何が面白いのん?」「しょうもない事言うてんとはよ食べ!」と冷たくあしらわれていた。
  - 顔が阪神タイガースの岡田彰布と似ているので、自宅のソファーで寝ている時「岡田、岡田、お前が打たへんから阪神負けたんじゃ!」と、侮蔑する様に孫に言われた事がある。ちなみに岡田は、寛美と野村克也を2で割ったような顔だったため、「ノムカン」というニックネームが付けられたこともあった。
  - 野村克也が南海からロッテに移籍した時に西宮球場での試合で阪急応援団長の今坂喜好から「おーい、ノムさんやー。藤山寛美にあんまり似とるから、本人がかわいそうやでー」とヤジられていた。試合後、ノムさんが今坂団長に「あんまりいじめんといてや」とグチを言っていた。

### 他の芸人との関係
- 「所属事務所、芸種の枠を超え、アホばっか集めておもろい事しよう」と、当時人気だった「内山田洋とクール・ファイブ」にちなんで「フール・ファイブ」（フールはアホの意）を結成。メンバーには寛美、西川きよし、レツゴーじゅん（後の逢坂じゅん）、坂田利夫、月亭八方の5人。結成されたものの、会やイベントを行なうことはなかった。
- 1965年、東京出演の際に榎本健一とNHKテレビドラマ『お父さんの季節』で共演した。寛美は「先生との共演はちゃんと自分を持っている人とぶつかることでこわいけど、勉強になりました。一度共演したかったし、うれしかったが、正直言って堅くなりました」と述べている。これに対して、榎本は「ちゃんと一本の筋を持っている。東京の若い者とは違う。流石だよ」とその才能を評価していた。
- 渥美清とはお互いその芸を認め合う親友であった。渥美は寛美が休みなく舞台活動を続ける姿に「藤山寛美は丈夫だねぇ。俺だったらとっくに死んでるよ」と感嘆している。一方寛美は渥美と共演のとき、「貴方と初めて芝居が出来てうれしい」とのメモを鬘(かつら)の裏につけて渥美に届けている。寛美は松竹新喜劇の東京公演の劇場である新橋演舞場で『男はつらいよ』の舞台公演を渥美に呼び掛けたが、渥美は体力を理由に固辞した。

## 出演作品

### 映画
- 飛びっちょ勘太郎（1959年、松竹） - やらずの留吉
- あんみつ姫の武者修業（1960年、松竹） - 怪盗闇太郎
- 拝啓天皇陛下様（1963年、松竹） - 柿内二等兵
- ばりかん親分（1963年、松竹） - 三公
- 馬鹿まるだし（1964年、松竹）- 宮さん
- 続・拝啓天皇陛下様（1964年、松竹） - 加仁班長
- 大日本殺し屋伝（1965年、日活）- 忍びの寛太
- いれずみ判官（1965年、東映） - 幸吉
- 色ごと師春団治（1965年、東映） - 桂春団治
- 明治侠客伝 三代目襲名（1965年、東映） -石井仙吉
- 座頭市逆手斬り（1965年、大映）- 百太郎
- 冒険大活劇 黄金の盗賊（1966年、東映） - 幸吉
- 博奕打ち 一匹竜（1967年、東映） - 林源太郎
- 人間魚雷 あゝ回天特別攻撃隊（1968年、東映） - 呉服屋の主人
- 産業スパイ（1968年、東映） - 山本
- 緋牡丹博徒 花札勝負（1969年、東映）
- 遊侠列伝（1970年、東映） - 良平
- 純子引退記念映画 関東緋桜一家（1972年、東映） - 福太郎
- 日本任侠道 激突篇（1975年、東映） - 千成和助
- 炎のごとく（1981年、東宝） - 大風呂敷専吉
- キネマの天地（1986年、松竹） - 浅草帝国館の客

### テレビ番組
- 天外の親バカ子バカ（1959年。読売テレビ）
- 新・親バカ子バカ（1960年。読売テレビ）
- ちゃりんぼ兄弟（1960年）弟役は大村崑。
- ぜいろくと宿六（1961年、毎日放送）
- 瓦版・大喜劇（1964年、毎日放送）
- おもろい女（1965年、NHK総合） - 玉松一郎 役
- 泣いてたまるか 第11話「先輩後輩」（1966年、TBS）
- 江戸巷談 花の日本橋 第2回「髪結いおしま捕物帖 謎の銀かんざし」（1971年、KTV / 東映） - 屋台の親爺 役
- 親バカ子バカ（1974年3月21日、日本テレビ）※芸術選奨文部大臣賞受賞記念として、先述のドラマを松竹新喜劇でリメイクし、『木曜スペシャル』で放送[10]。
- 藤山寛美3600秒（1975年、朝日放送）
- 藤山寛美 阿呆陀羅劇場（1980年）
- 藤山寛美4500秒（1980年、朝日放送）※〜3600秒の後継番組。
- 千利休 〜春を待つ雪間草のごとく〜（1990年、毎日放送） - 丿貫 役

### ラジオ番組
- 寛美の太閤記（MBSラジオ）

## 著書
- 『あほやなあ : 喜劇役者の悲しい自伝』〈カッパブックス〉、光文社、1967年12月15日。
- あほかいな 藤山寛美半生談義（1976年）
- 『極楽トンボ : 寛美笑談』1977年11月15日。
- 『凡談愚言』読売新聞社、1978年9月10日。
- 水上勉、藤山寛美 対談『人の世は情けの貸し借り』小学館、1984年7月10日。
- 『みち草わき道しぐれ道』東京新聞出版局、1985年12月12日。

## 演じた俳優とドラマ
- 笑福亭鶴瓶 - 『藤山寛美物語〜笑いはいつも涙と夫婦である〜』（ドラマ）1991年9月放送（作・早坂暁　MBS制作・TBS系）（MBS開局40周年記念特番。『金曜テレビの星!』の枠で2時間放送）
  - 2006年現在、再放送・DVDソフト化されていないが、放送ライブラリーで閲覧出来る。
- 前田旺志郎 - 連続テレビ小説『おちょやん』2020年10月-2021年5月放送。
  - 若き日の藤山寛美をモデルとした人物『松島寛治』を演じている。